# Ma cruauté
Ma cruauté est un roman de François Bégaudeau paru en 2022.

## Résumé
Paul, professeur de lettres, arrive chez Juliette, une psychologue qu'il aimait dans sa jeunesse. Il est accompagné d'un cadavre.

## Accueil
Kévin Boucaud-Victoire pour Marianne écrit que « l'auteur révèle ce qu’il y a de drôle dans nos plus bas instincts, dans un roman où la forme s’accorde parfaitement au fond ». Pour La Montagne, « l'ironie mordante associée à une impressionnante faculté d'observation est [...] une signature de François Bégaudeau. Ce qui rend particulièrement savoureuse la description, d'un grand réalisme, des jeux de pouvoir dans l'université [...]. ».